# Tausendfüßler (Düsseldorf)

Der Tausendfüßler im Stadtgefüge

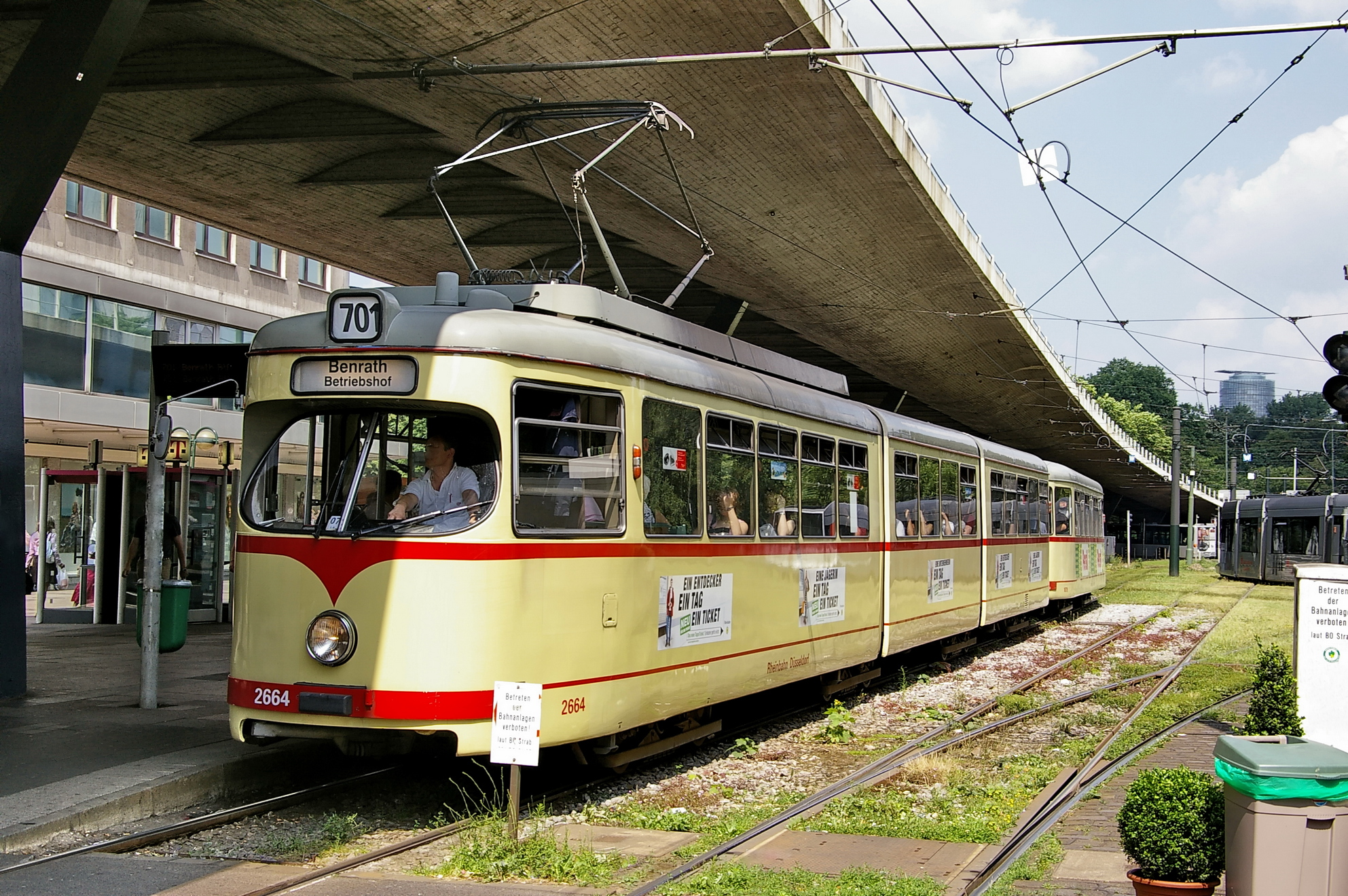
Straßenbahnhaltestelle unter der Hochstraße

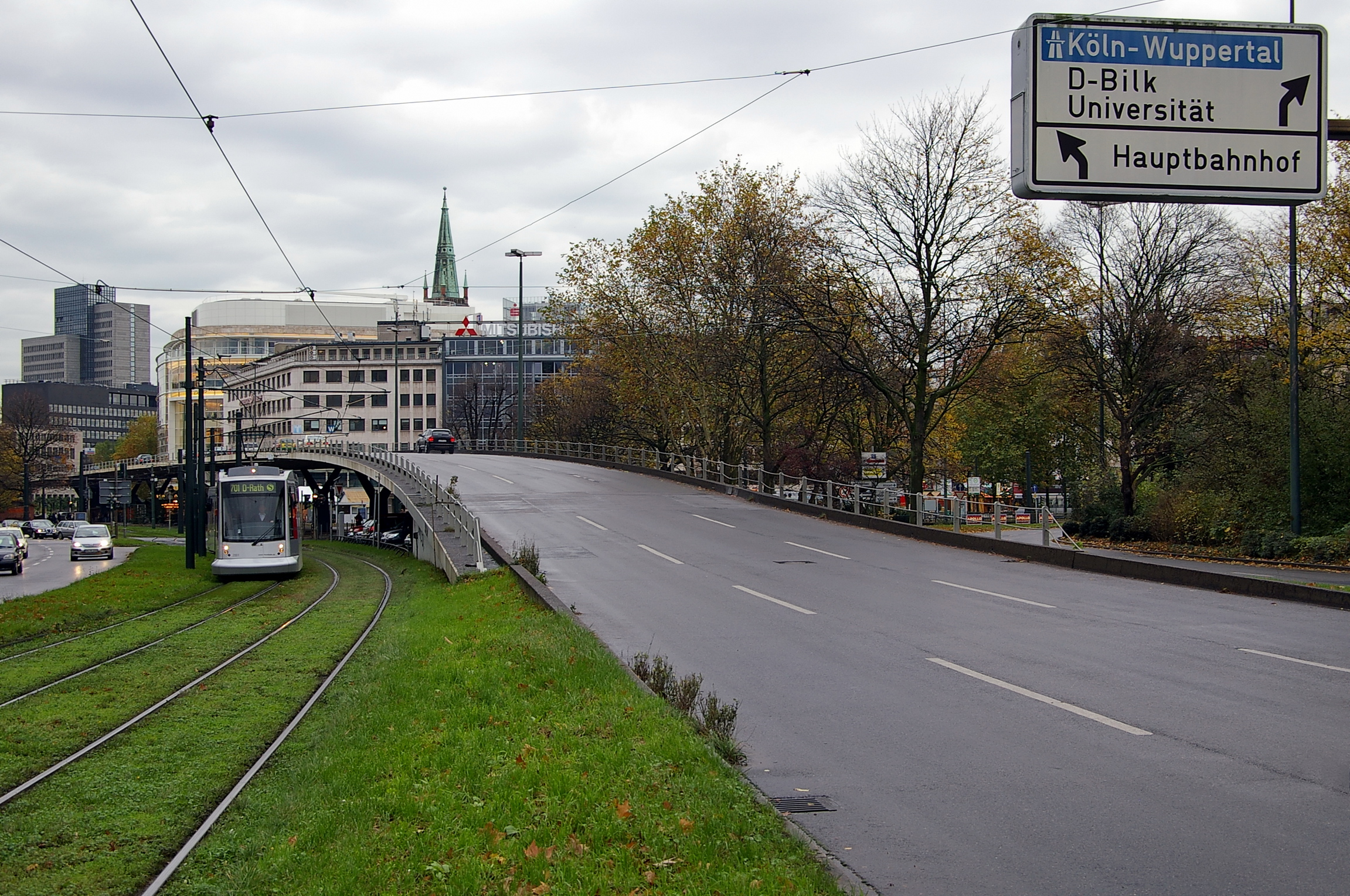
Nördliche Auffahrt in Höhe des Hofgartens

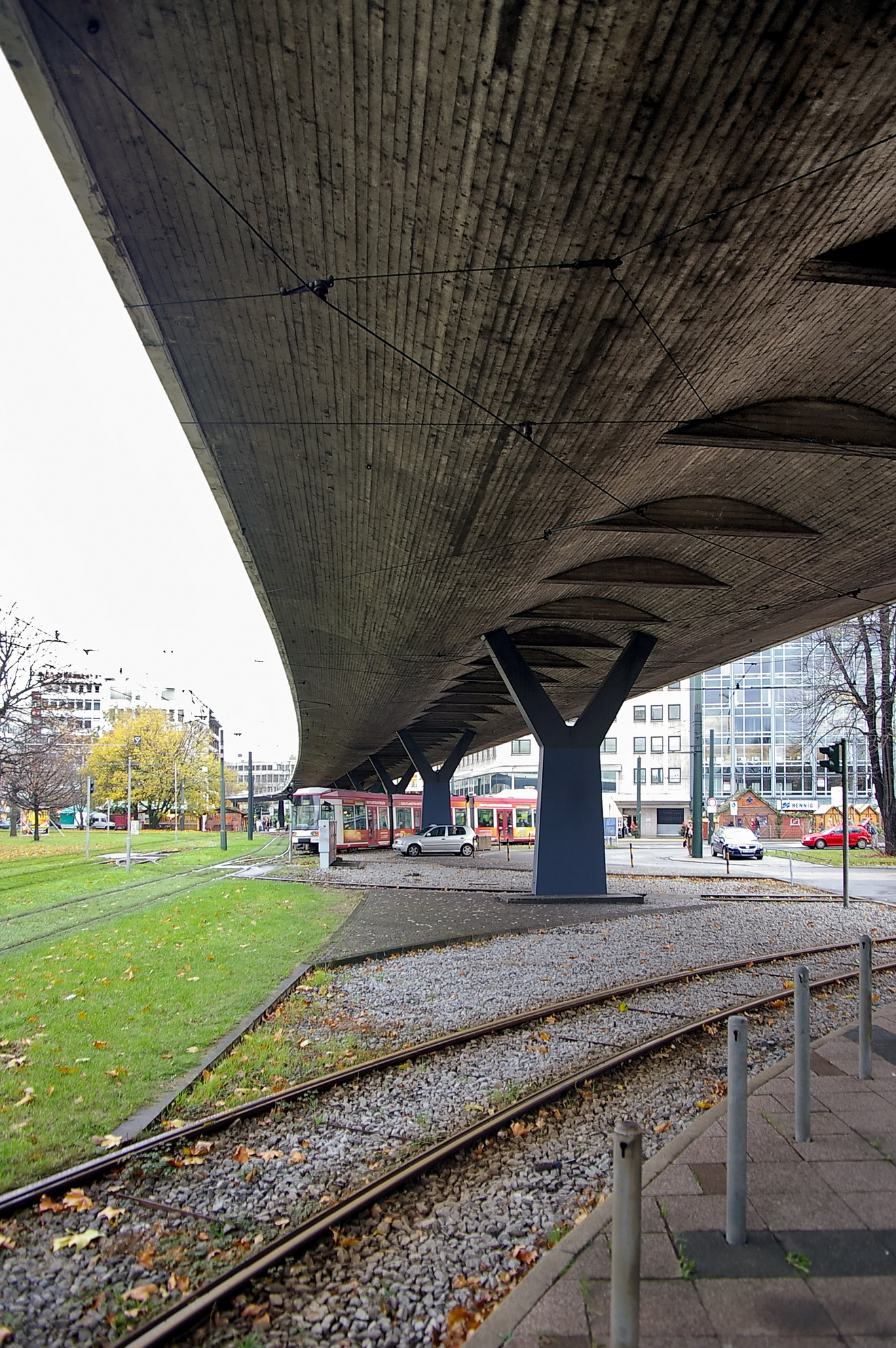
Straßenbahnverkehr unter der Hochstraße am Jan-Wellem-Platz

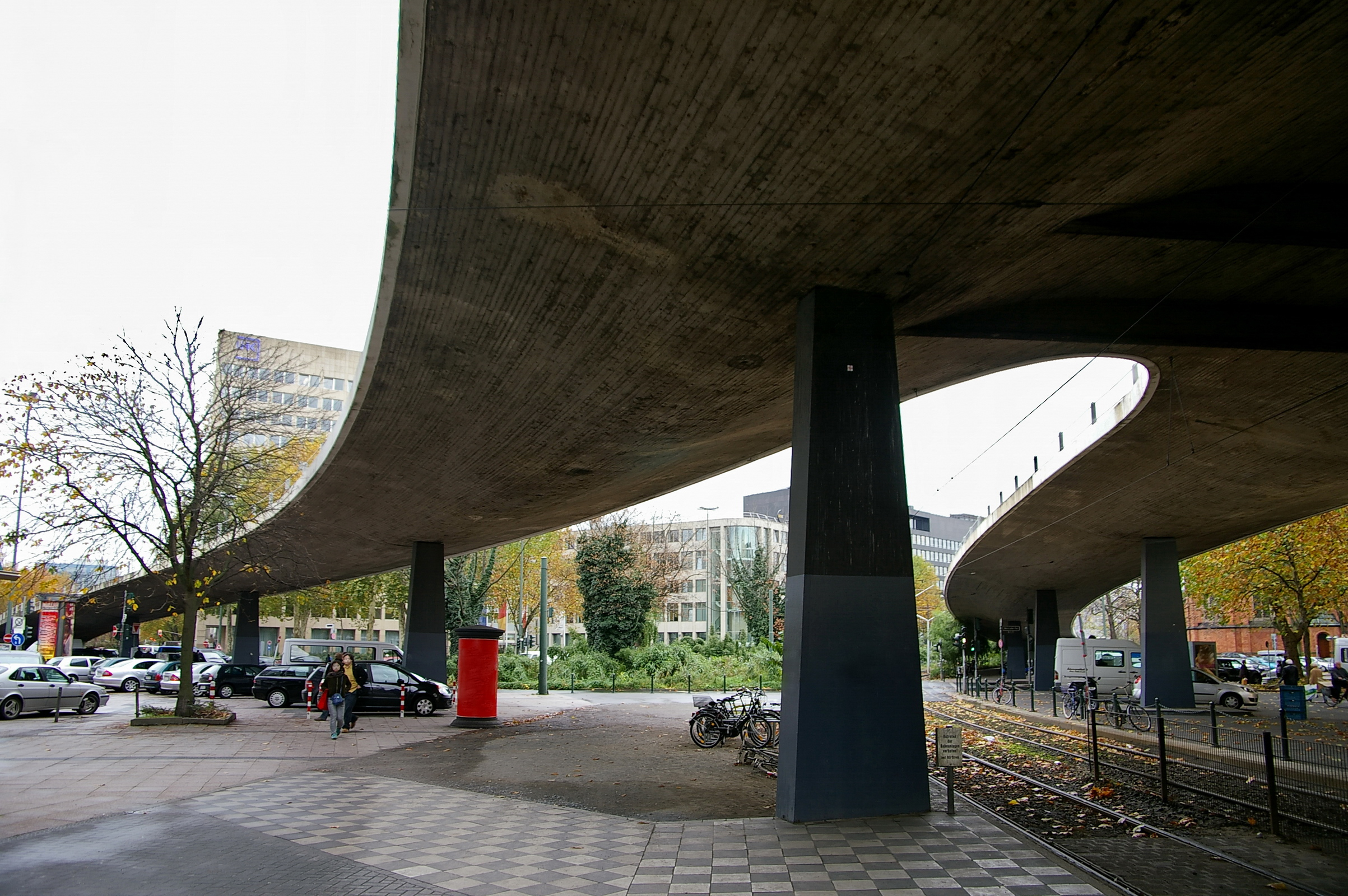
Teilung des Tausendfüßlers in zwei Abfahrten im Süden

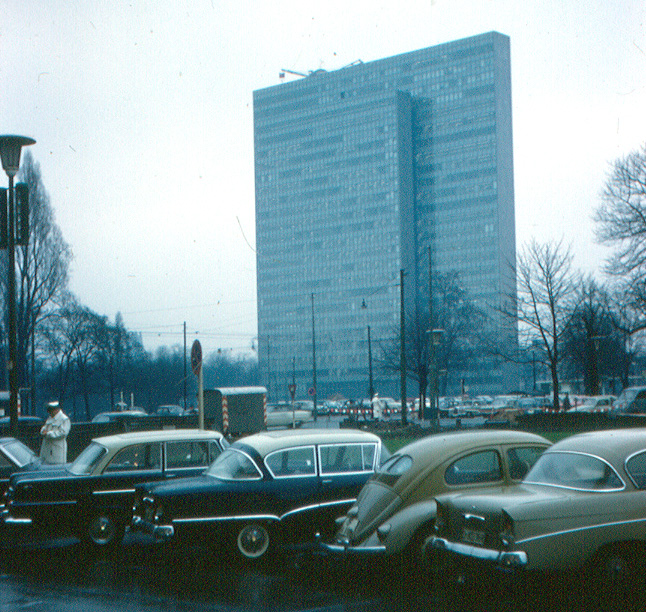
Blick vom Jan-Wellem-Platz auf das Dreischeibenhaus vor dem Bau der Tausendfüßler-Rampe, Foto um 1960

Tausendfüßler war der Spitzname für eine von 1961 bis 2013 bestandene Autohochstraße in Düsseldorf.
Der Tausendfüßler wurde durch die Stadt Düsseldorf von 1961 bis 1962 im Rahmen der umfangreichen Umbaumaßnahmen in der Innenstadt (1954–1962) errichtet. Seitdem war er ein wichtiges Bindeglied der Nord-Süd-Straßenführung durch die Innenstadt und Bestandteil der Landesstraße 55. Auszeichnend für ihn war seine trotz hoher Verkehrsbelastung optisch filigran erscheinende Architektur – eine vergleichsweise dünne Straßenplatte, die in ihrer Mitte auf stelzenartigen Pfeilern gelagert war. Am 13. Dezember 1993 wurde er in die Denkmalliste der Stadt in der Kategorie Technische Denkmäler, Anlagen und Bauten für den Straßenverkehr eingetragen.
Trotzdem wurde seit 2001 darüber diskutiert, den Tausendfüßler abzureißen, um eine größere und neu zu gestaltende Fläche für das Projekt Kö-Bogen zu erhalten. Am 11. Juni 2012 genehmigte der zuständige nordrhein-westfälische Verkehrsminister Harry Voigtsberger den Abriss. Nach über 50 Jahren war der Tausendfüßler seit April 2013 Geschichte.

## Lage und Umgebung
Der von Norden in die Stadt fließende Verkehr wird durch die Kaiserstraße und die Hofgartenstraße geführt. In Höhe des Theatermuseums (Hofgärtnerhaus) zweigt eine Straße zur Heinrich-Heine-Allee ab, der weitere Verkehr wurde auf die Hochstraße geführt (heute wird der Verkehr hingegen von einem Tunnel aufgenommen). Diese begann kurz hinter dem Abzweig anzusteigen und erreichte am Jan-Wellem-Platz ihre maximale Höhe.
Im Osten öffnete sich der Blick hinter dem Thyssen-Haus auf den Gustaf-Gründgens-Platz mit dem Schauspielhaus. Im Westen konnte man im Hintergrund das Steigenberger Parkhotel und das nördliche Ende der Königsallee erkennen. Im Vordergrund befand sich der Jan-Wellem-Platz, der vor der Eröffnung des Innenstadttunnels der Stadtbahn der zentrale Knotenpunkt des Düsseldorfer Nahverkehrs war. Später erschien der Platz aufgrund der zurückgegangenen Nutzung eher überdimensioniert und leer. Im Westen wie im Osten ergaben sich Einblicke in die am meisten frequentierte Einkaufsstraße Düsseldorfs, die Schadowstraße. Hinter dieser verzweigte die Hochstraße in zwei Richtungen. Der östliche Zweig führte in die Immermannstraße Richtung Hauptbahnhof. Der nach Süden führende Zweig lenkte den Verkehr wieder hinunter auf die Berliner Allee. Hier passierte der Straßenverlauf im Westen das evangelische Zentrum Düsseldorfs, die Johanneskirche, und im Osten das finanzielle, die Industrie- und Handelskammer, die Börse sowie die Niederlassung der Deutschen Bundesbank.
Streckenweise unterhalb des Tausendfüßlers fuhren mehrere Straßenbahn-Linien der Rheinbahn. Einige von ihnen kreuzten in Ost-West-Richtung, aber die Linie 701 begleitete die Hochstraße auf ihrer vollen Länge und hielt in Höhe der Schadowstraße an der Haltestelle Jan-Wellem-Platz.
Der weitere Raum direkt unterhalb wurde von Fußgängern und dem ruhenden wie fließenden Autoverkehr genutzt.

## Konstruktion und Daten
Der Tausendfüßler hatte eine Gesamtlänge von 536 Metern. Diese teilten sich auf in den Hauptarm (Hofgartenstraße – Berliner Allee) mit 391 Metern und einer Breite von 12,9 Metern sowie in den Nebenarm (Abzweig Immermannstraße) mit 145 Metern und einer Breite von 9,9 Metern. Er verfügte über eine Maximalbreite von 25 Metern.
Zehn Y-förmige Stützen aus Stahl unter dem Bereich der Dreispurigkeit und 5+5 Standardstützen unter dem geteilten je zweispurigen Abfahrtsbereich trugen den aus Spannbeton erstellten Überbau. Bei einer Bauhöhe von 1,0 Meter wies die Vollplattenkonstruktion eine Regelstützweite von 25 Meter auf, was als sehr schlank bezeichnet werden kann. Im Querschnitt erkennt man eine doppelte Welle im unteren Bereich der Konstruktion. Diese wurde durch schmale weiß gefärbte Wangen ermöglicht, die in der Seitenansicht einen eleganten, fast schwerelos wirkenden Eindruck erweckten.
Verantwortlicher Architekt des Tausendfüßlers war Prof. Friedrich Tamms, der damalige Beigeordnete der Stadt für Stadtplanung und vorherige Chef des Planungsamtes. Er entwarf auch die sogenannte Düsseldorfer Brückenfamilie, bestehend aus Rheinknie-, Oberkasseler- und Theodor-Heuss-Brücke.

## Entstehung
Die Zeit nach dem Zweiten Weltkrieg war geprägt vom Wiederaufbau der deutschen Städte. Vielerorts geschah dies nur teilweise auf den alten Grundrissen, da die Stadtplaner die Chance nutzten, trotz großem Aufwand Veränderungen im Stadtgefüge vorzunehmen. So ließ sich die schon länger diskutierte Parallelstraße zur Königsallee endlich verwirklichen. Sie war Bestandteil eines Gesamtplanes für die zukünftige Verkehrsführung durch die Düsseldorfer Innenstadt. Nördlich an die zukünftige Berliner Allee schloss sich eine Hochstraße an, die zusammen mit Thyssen-Haus, Schauspielhaus und Gustaf-Gründgens-Platz ein Ensemble von Wirtschaft, Kultur und Verkehr ergeben und den Jan-Wellem-Platz als neuen Knotenpunkt der Innenstadt prägen sollte.
Die Planungen riefen jedoch erheblichen Bürgerprotest auf den Plan, da am Jan-Wellem-Platz ein größerer Teil des Hofgarten-Weihers an der Landskrone zugeschüttet und dem Verkehr zugeschlagen werden sollte. So gab es erste Einwände gegen die Hochstraße  bereits im Frühjahr 1958 bei einem Vortrag von Tamms, in dem dieser seine Überlegungen zu den Umbauten darlegte. Nachdem die Planungen bezüglich des Hofgartens bekannt wurden, verstärkten sich die Einwände weiter. Die Diskussion gipfelte am 15. Januar 1961 in einer Demonstration von 10.000 Menschen vor dem Rathaus, mit einem anschließenden Marsch zum Hofgarten. Organisiert wurde der Protest von der Vaterstädtischen Arbeitsgemeinschaft. Diese und andere Aktionen bewirkten eine Änderung der  Planungen: es wurde zwar ein Teil des Hofgartens in die Baumaßnahme einbezogen, jedoch nicht in dem ursprünglich geplanten Ausmaß.
So entstanden zwischen 1954 und 1962 weite Teile der heutigen Berliner Allee und die daran angrenzenden Gebäude sowie das Thyssen-Haus. Einige vom Krieg unversehrte Häuser mussten der Trasse der Berliner Allee weichen. Ein Abriss der Johanneskirche war ebenfalls vorgesehen; Interventionen der evangelischen Kirche verhinderten dies jedoch. Der Tausendfüßler wurde in den Jahren 1961 und 1962 gebaut. Dabei begann man von allen drei Enden her gleichzeitig mit dem Bau und erreichte so eine relativ kurze Bauzeit.

## Abriss
Der Wunsch nach einer Neugestaltung des Jan-Wellem-Platzes und des Gustaf-Gründgens-Platzes führte zu einer Neuplanung des Umfeldes mit dem sogenannten Projekt Kö-Bogen, einer Idee des Düsseldorfer Architekturbüros Ingenhoven Architekten. Nach einem Architekturwettbewerb wurde bis 2013 der Entwurf des New Yorker Architekten Daniel Libeskind realisiert, das Umfeld wurde nach einem städtebaulichen Entwurf der Molestina Architekten und der Landschaftsarchitekten FSWLA umgestaltet.
Ein zentrales Anliegen der neuen Planungen war es, den Autoverkehr in eine andere Ebene zu verlegen, um attraktivere Räume und Plätze zu erhalten. Die bestehenden Straßenverbindungen zwischen Schadowstraße und Elberfelder Straße sowie Berliner Allee und Hofgartenstraße sollten nunmehr durch Tunnel geführt werden. Die bisherige Hochstraße sollte in der letzten Projektphase ebenfalls unter die Erde verlegt werden. Im Jahr 2006 wurde diese Maßnahme in den Massenmedien der Stadt mehrfach kontrovers diskutiert.
Der Abriss des denkmalgeschützten Tausendfüßlers konnte durch einen Mehrheitsbeschluss im Düsseldorfer Stadtrat denkmalrechtlich erlaubt werden. Der Landeskonservator vom Denkmalpflegeamt des Landschaftsverbandes Rheinland hat in diesem Fall aber fachliche Bedenken dagegen geltend gemacht und beim nordrhein-westfälischen Bauministerium einen sogenannten Ministerentscheid beantragt. Der Bauminister hätte der Stadt nun die Erlaubnis zum Abriss des Bauwerks untersagen können, falls er nach Prüfung aller vorgetragenen Gründe zu der Auffassung gelangt wäre, dass dem Denkmalschutz des Tausendfüßlers überwiegende öffentliche Belange nicht entgegenstehen. Ein solcher Entscheid ist allerdings verwaltungsgerichtlich überprüfbar. Die Stadt Düsseldorf sollte dem Bauminister nun bis zum 30. September 2011 darlegen, warum ein öffentliches Interesse am Abriss des Tausendfüßlers das Interesse des Denkmalschutzes überwiegt. Dazu wurden zwei Gutachten beauftragt. Das erste erstattete der Sachverständige für die Beurteilung der Denkmalwürdigkeit von Gebäuden Geerd Dahms für die Stadt Düsseldorf. Das zweite Gutachten verfasste das Ingenieurbüro Leonhardt, Andrä und Partner im Auftrag des Ministeriums für Wirtschaft, Energie, Bauen, Wohnen und Verkehr des Landes Nordrhein-Westfalen. Dahms sah keine Schutzwürdigkeit des Bauwerks und Leonhardt, Andrä und Partner konnten aufgrund des Zustandes die Erhaltung des Brückenbauwerkes nicht empfehlen.
Der Abriss wurde im Juni 2012 vom Bauministerium genehmigt, durch die Stadt Düsseldorf spätestens Ende November vergeben und zwischen dem 25. Februar und April 2013 vorgenommen.

Abriss des Tausendfüßlers
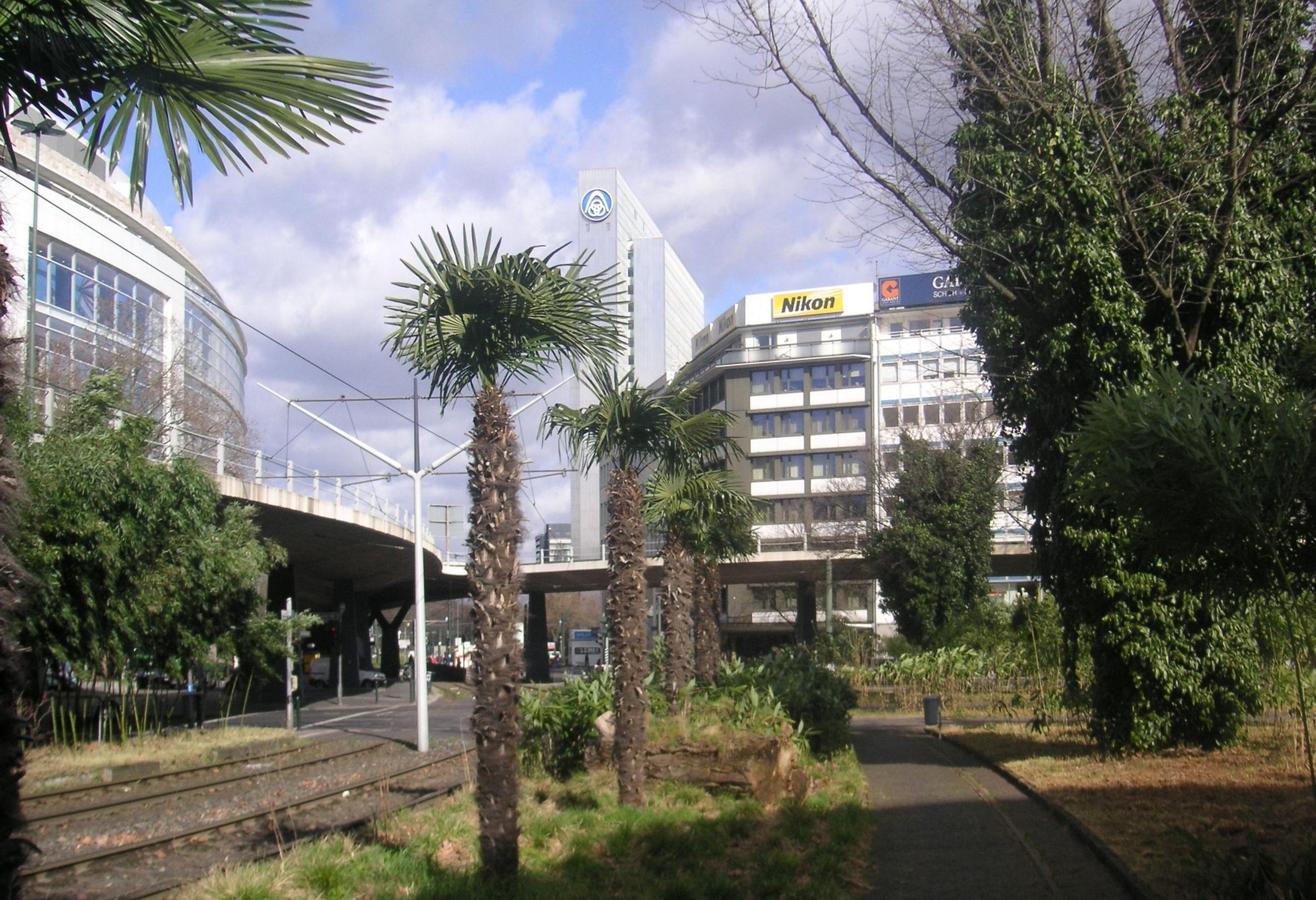
Die Bepflanzung durch Tita Giese, unter anderem mit Palmen, fiel dem Abriss zum Opfer (Foto 2008)
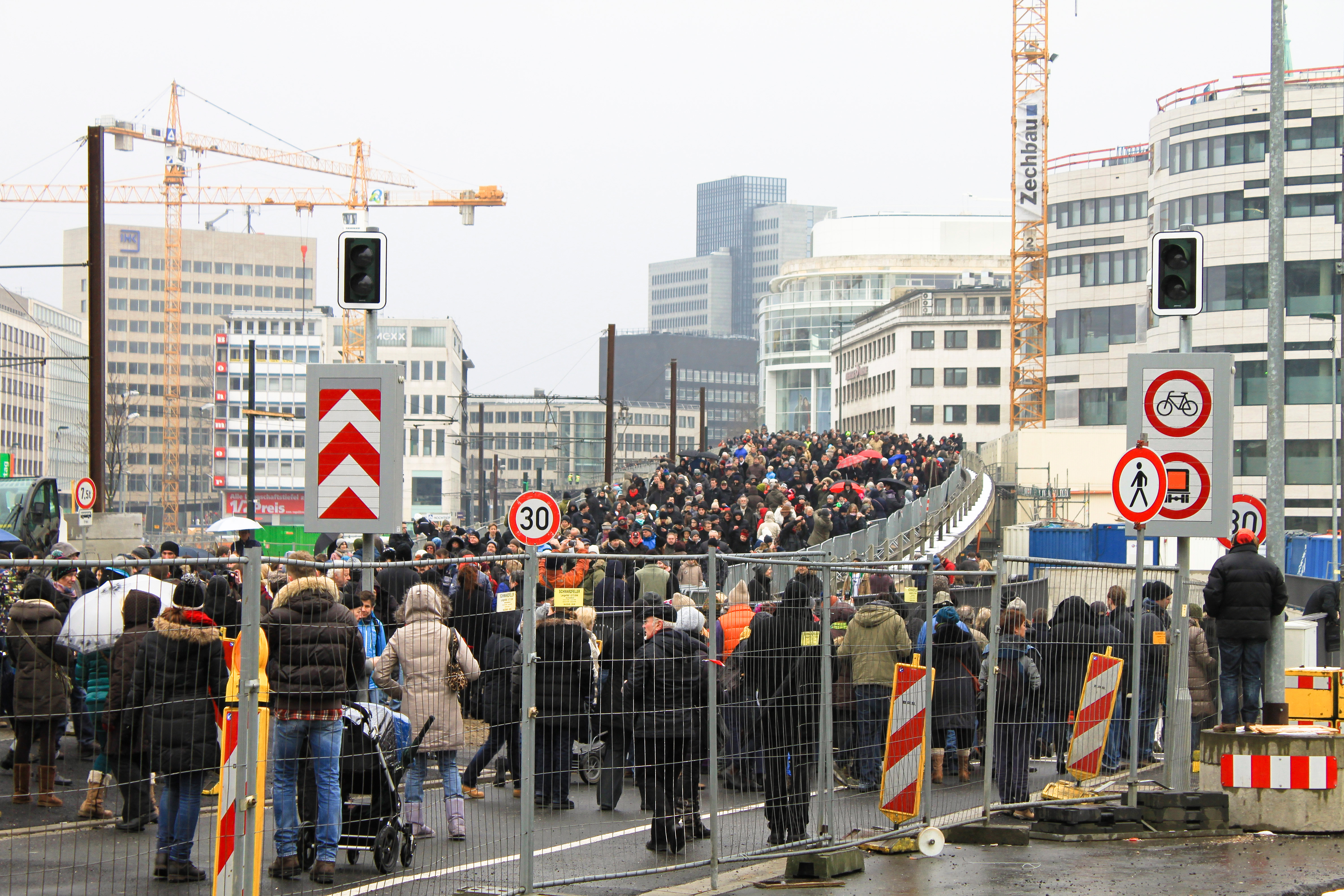
Tausendfüßler Abschiedsbegehung 2013
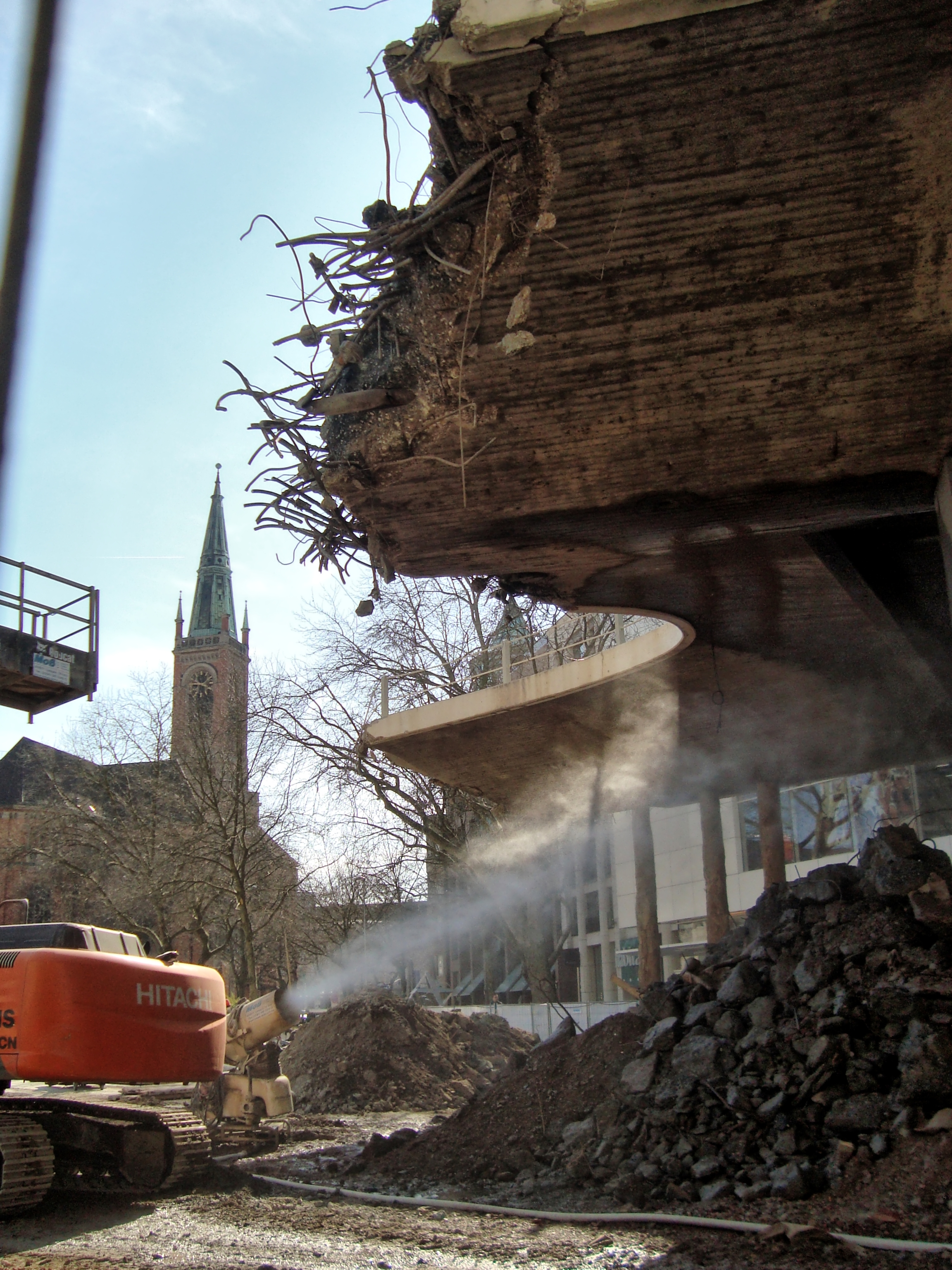
Blick zur Johanneskirche, 7. April 2013
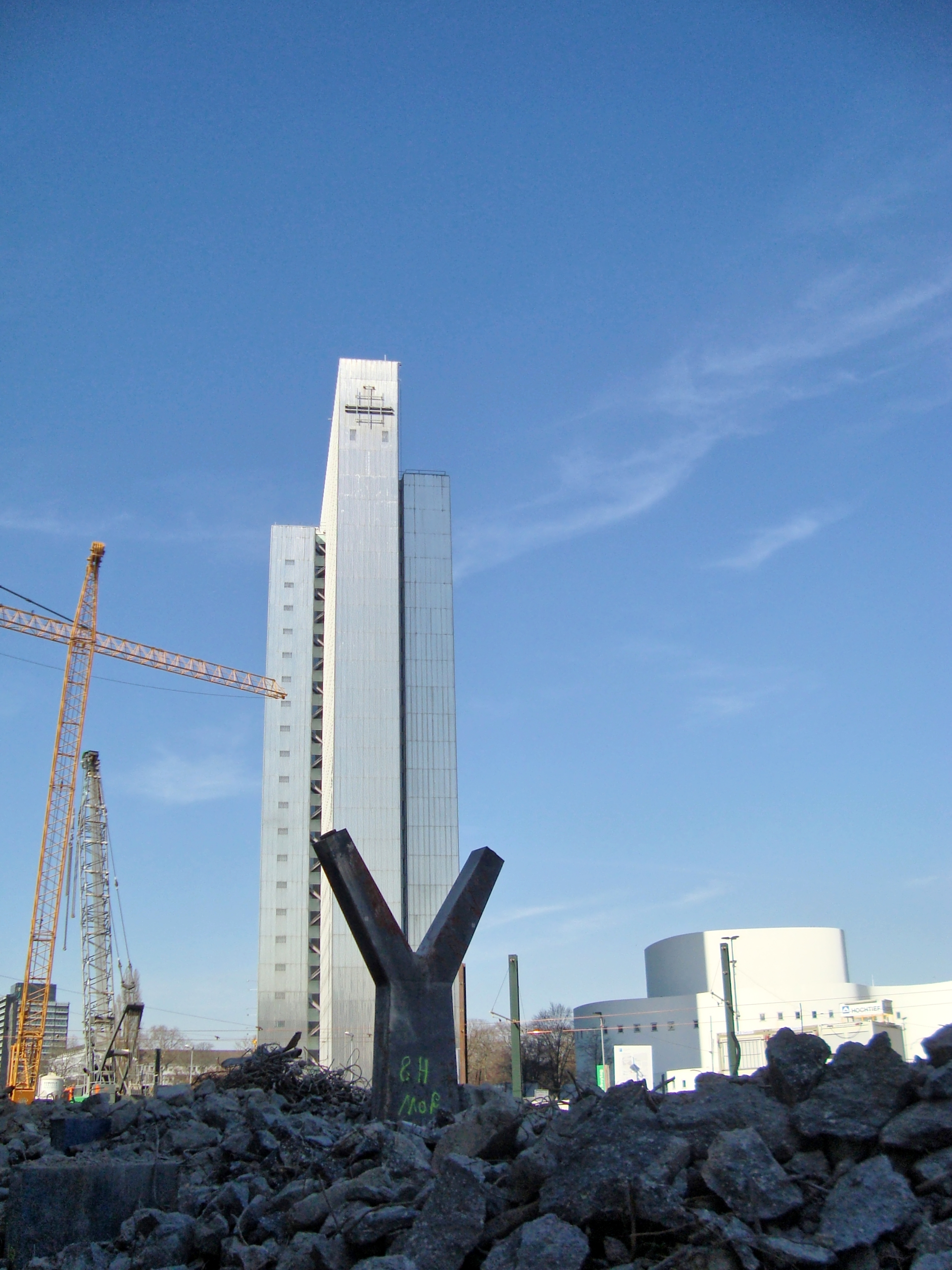
Richtung Dreischeibenhaus, 7. April 2013

Seit Februar 2016 ist der oberirdische Raum um den ehemaligen Tausendfüßler nahezu frei von Kraftfahrzeugverkehr. Die Hochstraße sowie alle umgebenden Straßenzüge wurden durch ein Tunnelsystem auf nahezu gleicher Trasse ersetzt. Da auch die Ost-West-Trasse der Straßenbahn als Wehrhahn-Linie unter der Erde verläuft, verkehren hier nur noch die Straßenbahnen der Nord-Süd-Richtung. Dies gibt Raum für eine verkehrsberuhigte Gestaltung mitten in der Innenstadt.
Ein ähnliches Schicksal ereilte auch die Bundesstraße 1. Ein Teilabschnitt war zeitweilig als Hochstraße in ähnlicher Architektur angelegt. Dieser Abschnitt wurde später als Teil des Rheinufertunnels ebenfalls unter die Erde verlegt. Mit dem Studienhaus Düsseldorf wurde auch eine andere 1990 unter Denkmalschutz gestellte Stil-Ikone der Düsseldorfer Sechziger-Jahre-Architektur sieben Jahre später abgerissen.
Am 26. November 2010 entstand in Zusammenhang mit dem U-Bahn-Bau unter der Hochstraße ein trichterförmiges Loch mit einem Volumen von etwa 30 Kubikmetern. Es wurde befürchtet, dass der Tausendfüßler dadurch absacken könnte, was sich jedoch nicht bestätigte. Die Hochstraße wurde vorsorglich gesperrt, am späten Abend jedoch wieder geöffnet, nachdem das Loch mit Beton gefüllt worden war.

## Zitate
Die folgenden Zitate dokumentieren die Denkweise zur Zeit der Entstehung des Tausendfüßlers und die Gründe für den damit verbundenen Eingriff in die alte Struktur der Innenstadt:

„Darum gilt es, beim Wiederaufbau unserer im letzten Krieg zerstörten Städte, die (hoffentlich nicht wiederkehrende) Chance wahrzunehmen, um einer neuen Entwicklung Rechnung zu tragen, die aufzuhalten in keines Menschen Hand liegt.“

„Es wäre daher unverzeihlich, vor allem mit Rücksicht auf die kommenden Geschlechter, die wenigen Vorteile, die die Zerstörungen den Städten bieten, nicht zu einer allgemeinen Gesundung zu nutzen. Ordnung hat noch nie Nachteile gebracht. Sie ist die Voraussetzung zu wirtschaftlichem Erfolg und Aufstieg. Im ganzen gesehen erhöht sie den Wert von Grund und Boden, indem sie das Geschäftsleben fördert und zu größerer Entfaltung bringt.“

## Weiterführende Informationen